# Arnold Stam
Arnold Stam (Sprang-Capelle, 17 september 1968) is een voormalig Nederlands marathonschaatser, langebaanschaatser en wielrenner.

## Marathonschaatser
Stam verwierf vooral bekendheid als marathonschaatser. Hij wist twee marathonklassiekers te winnen, namelijk de Driedaagse van Ankeveen in februari 1996 en de Noorder Rondritten, verreden vier dagen na de Elfstedentocht, in januari 1997. In deze Elfstedentocht wist Stam als vijfde van de kopgroep de finish te passeren.
Ook op de kunstijsbanen kon Stam goed uit de voeten. Zo won hij in 1995 de Nederlandse kampioenschappen marathonschaatsen op kunstijs en won hij in het seizoen 1994-1995 de KNSB Cup.
Stam stopte in 2005 als A-rijder. Zowel in 2009 als in 2010 won Stam het Nederlandse kampioenschappen marathonschaatsen op natuurijs bij de Masters. Zijn zoon Remco Stam (2003) is eveneens professioneel schaatser.

## Langebaanschaatser
Stam nam verschillende keren deel aan het Nederlandse kampioenschappen schaatsen afstanden. Hij behaalde een derde plaats op de 10.000 meter in 1990.

### Belangrijkste resultaten
| jaar | NK Afstanden 5000 m | NK Afstanden 10.000 m | Elfstedentocht |
| ---- | ------------------- | --------------------- | -------------- |
| 1988 | 14e                 | -                     |                |
| 1989 | 18e                 | 16e                   |                |
| 1990 | 6e                  | Brons                 |                |
| 1991 | 9e                  | 5e                    |                |
| 1992 | 7e                  | 4e                    |                |
| 1993 | 9e                  | -                     |                |
| 1996 | 13e                 | -                     |                |
| 1997 | 13e                 | -                     | 5e             |

## Wielrenner
Stam was een zeer verdienstelijk wielrenner. Zijn grootste overwinning op de fiets was Nederlands kampioenschap tijdrijden in 1992.

### Belangrijkste resultaten
1992
- Nederlands kampioenschap tijdrijden

1993
- 1e in 2e etappe Ster van Brabant
- 3e in 9e etappe deel b Olympia's Tour

1994
- 1e in 6e etappe Teleflex Tour